# Xerox PARC
Xerox Palo Alto Research Center (PARC) foi uma importante divisão de pesquisa da Xerox Corporation baseada em Palo Alto, Califórnia, nos Estados Unidos. O PARC foi fundado em 1970 e transformou-se em uma companhia autônoma em 2002. Ele é famoso por ter sido o berço de invenções como a interface gráfica dos computadores pessoais (GUI), utilizada pela Apple Computer no Macintosh e popularizada, em seguida, por outros sistemas operacionais.

## Invenções
Xerox PARC foi o incubador de vários elementos dos computadores atuais. Vários já faziam parte do primeiro computador pessoal, o Alto, que incluía muitos aspectos do modelo atual de uso dos computadores: o mouse, gráficos em cores, um editor de texto WYSIWYG, InterPress (uma linguagem gráfica de descrição de página independente da resolução e precursora do PostScript), Ethernet, programação orientada a objeto na linguagem de programação Smalltalk e ambiente de desenvolvimento integrado. A impressora a laser foi desenvolvida na mesma época, como parte integrante do ambiente geral.
Entre os distintos pesquisadores do PARC encontravam-se dois ganhadores do Prêmio Turing: Butler W. Lampson (1992) e Alan Kay (2003). A ACM Software System Award reconheceu o sistema Alto em 1984, Smalltalk em 1987, InterLisp em 1992 e Chamada de procedimento remoto (RPC) em 1994. Lampson, Kay, Bob Taylor e Charles P. Thacker receberam o prestigiado prêmio Charles Stark Draper da National Academy of Engineering en 2004 pelo seu trabalho no sistema Alto.
A Xerox foi muito criticada (particularmente por historiadores de negócios) por ter falhado em comercializar de maneira adequada e explorar economicamente as inovações do PARC. O exemplo favorito é a GUI, desenvolvida inicialmente no PARC para o "Alto" e depois comercializada como o Xerox Star pelo Xerox Systems Development Department. Apesar de extremamente importante em termos de sua influência em projetos de sistemas futuros, o projeto foi condenado por ter vendido apenas 25 000 unidades.
A primeira GUI com sucesso comercial foi o Apple Macintosh, desenvolvida, segundo a famosa lenda, depois de uma visita de Steve Jobs ao PARC. (há quem diga que na verdade o trabalho com a GUI já estava sendo desenvolvido na Apple, e as duas visitas de Job somente teriam mostrado a ele como a GUI seria quando estivesse pronta).
Não há dúvidas quanto ao impacto dos sistemas do PARC a longo prazo. Levou duas décadas para que muitas das suas tecnologias fossem ultrapassadas. As interfaces e tecnologias que o PARC lançou tornaram-se padrões para a maior parte da indústria de computadores, uma vez que seus méritos tornaram-se largamente conhecidos.
É notório que os dirigentes da Xerox falharam em ver o potencial das diversas invenções do PARC. Apesar de isso ser em parte verdade, também é em parte uma visão simplista. Eles certamente se deram conta do valor da impressão a laser, e dos avanços vindos do setor não orientado a computadores do PARC. A maior parte dos críticos não percebem que a pesquisa em computação era uma parte relativamente pequena do PARC; havia diversos pesquisadores trabalhando em áreas como a ciência de materiais no PARC, incluindo pioneiros em tecnologias LCD e de disco óptico.